# Braemar
Braemar — круизное судно.

## История
Построено в 1993 году. Неоднократно менялась принадлежность и соответственно названия, последнее название существует с 2001 года.
В октябре 2019 года круизный лайнер Braemar шириной от борта до борта в 22,5 метра и водоизмещением более 24 тысяч тонн смог пройти по Коринфскому каналу, максимальная ширина которого составляет всего 25 метров.

### Коронавирус
27 февраля 2020 года власти Доминиканской Республики отказали в приеме круизного корабля из-за подозрения коронавирусной инфекции COVID-19, вызванной коронавирусом SARS-CoV-2, на корабле. На борту 1128 пассажиров и 384 члена экипажа.
17 марта 2020 года судно пришвартовалось в порту Мариель на Кубе, в 40 км от Гаваны. Пассажиры перевезены в аэропорт имени Хосе Марти, где здоровые тремя бортами отправлены в Великобританию, 4-й борт с больными отправлен также в Великобританию.